# Erminia Emprin
Erminia Emprin Gilardini (Torino, 14 luglio 1952) è una politica italiana.

## Biografia
Ha vissuto a Milano, successivamente risiede a Corciano nella Provincia di Perugia.
Funzionaria della Regione Lombardia e poi in Regione Umbria, si è occupata di trasporto pubblico locale, edilizia residenziale pubblica e aree naturali protette.
Cofondatrice di un'associazione di volontariato dei diritti del malato, è stata presidente nazionale contribuendo a costituirne la federazione europea.
Iscritta al Partito della Rifondazione Comunista nel 1994, ha condiviso il percorso del "Forum delle donne" per segnare l'iniziativa politica del partito della soggettività critica delle donne. Successivamente coordina il Dipartimento nazionale Welfare del Prc.
Nel 2006 viene eletta senatrice nel collegio delle Marche ed è Membro della 12ª Commissione permanente (Igiene e sanità) e della Commissione parlamentare di inchiesta sull'efficacia e l'efficienza del Servizio sanitario nazionale.
Dopo le elezioni politiche del 2008 non viene riconfermata in Parlamento.